# Blackle
Blackle (von engl.: black = schwarz und google) ist eine Websuchmaschine, die auf der Google Programmable Search Engine basiert. Sie wurde von Tony Heap von Heap Media Australia entwickelt, mit dem Ziel, den Stromverbrauch des Computermonitors senken, indem die Webseite einen schwarzen Hintergrund mit weißer Schrift nutzt. Der Dienst wird von Heap Media Australia betrieben und ist seit Januar 2007 verfügbar.

## Energieersparnis
Grundlage der Annahme, dass eine „schwarze“ Version von Google Strom spare, ist eine Energy-Star-Studie, wonach ein CRT-Bildschirm, der eine schwarze Fläche zeigt, 59 Watt Strom verbraucht, während für die Darstellung eines weißen Bildschirms 74 Watt nötig sind. Im Gegensatz dazu kann allerdings bei LCDs keine entsprechende Stromeinsparung festgestellt werden. Da OLED-Bildschirme ohne Hintergrundbeleuchtung auskommen, ist hier wiederum vermutlich Einsparpotential vorhanden.
Nach eigenen Angaben kam den Betreibern die Idee zur Einrichtung von Blackle durch eine Abschätzung in einem Blog, der zufolge Google mit einem schwarzen Bildschirmhintergrund jährlich 750 Megawattstunden Energie sparen könnte. Die Berechnung geht von 10 Sekunden pro Suchanfrage, täglich 200 Millionen Google-Suchanfragen und einem weltweiten Anteil von 25 Prozent CRT-Monitoren aus.
Da diese Zahlen 2017 nicht mehr aktuell sind (einerseits täglich über 5 Milliarden Google-Suchanfragen, andererseits ein sehr wahrscheinlich weiter gesunkener Anteil von CRT-Monitoren), spiegelt auch der Wert von 750 Megawattstunden die Realität nicht mehr wider.

## Funktionsumfang
Blackle nutzt die Google Programmable Search Engine und zeigt somit die gleichen Suchergebnisse wie Google an. Es kann zu Variationen in der Reihenfolge der angezeigten Ergebnisse kommen, da Blackle die Such-Historie der Nutzer nicht kennt. Blackle bindet die Bildersuche von Google ein, verfügt aber nicht über Video-, News- und Shopping-Suche oder erweiterbare Sucheinstellungen. Eine Besonderheit der Website ist ein unter dem Sucheingabefenster platzierter Zähler, der die statistisch errechnete Menge an Strom anzeigt, der seit Inbetriebnahme der Website gespart wurde.
Aktuell (2017) steht Blackle in vierzehn Länderversionen und sechs Sprachen zur Verfügung. Die deutsche Variante – früher schwarzle.net – ist heute unter de.blackle.com zu finden.